# James Toback
James Lee Toback, född 23 november 1944 på Manhattan i New York, är en amerikansk manusförfattare och filmregissör. Han har bland annat skrivit manuset till filmen Bugsy från 1991, samt regisserat filmerna Galen i Randy, Two Girls and a Guy och Black and White.
James Toback har på senare tid (från hösten 2017) gjort sig känd för att ha utsatt ett dussintal unga kvinnor för sexuella trakasserier. Bland de kvinnor som har kommit fram med sina anklagelser mot honom, märks Rachel McAdams, Selma Blair, Terri Conn, Caterina Scorsone, Julianne Moore, Becky Wahlstrom och Louise Post.

## Filmografi (i urval)
- 1974 – Speldjävulen
- 1978 – Paranoia
- 1982 – Love & Money
- 1983 – Exposed
- 1987 – Galen i Randy
- 1991 – Bugsy
- 1997 – Two Girls and a Guy
- 1999 – Black and White
- 2001 – Harvard Man
- 2004 – When Will I Be Loved
- 2008 – Tyson (dokumentär om Mike Tyson)
- 2013 – Seduced and Abandoned (dokumentär med Toback och Alec Baldwin)
- 2017 – An Imperfect Murder